# Liste der Inseln Bruneis
Dies ist eine Liste der Inseln Bruneis. Brunei, auf der Insel Borneo gelegen, verfügt über einige kleine vorgelagerte Inseln im Pazifik und einige Flussinseln. Auf Malaiisch heißt Insel Pulau (nicht zu verwechseln mit Palau).

## Pazifik
| Insel                                | Inselgruppe    | Gewässer             | Max. Ausdehnung (in Meter) | Fläche (in Hektar) | Distrikt     | Art              | Anmerkung                                             | Koordinaten                    | Foto |
| ------------------------------------ | -------------- | -------------------- | -------------------------- | ------------------ | ------------ | ---------------- | ----------------------------------------------------- | ------------------------------ | ---- |
| Pelumbong Spit (Tanjong Pelumpong)   |                | Südchinesisches Meer | 4400 × 300                 | 64                 | Brunei-Muara | Künstliche Insel | durch Bau eines Meeresgrabens 1963 zur Insel geworden | 5° 2′ 30,7″ N, 115° 6′ 59,2″ O |      |
| Pulau Pelong-Pelongan (Pelong Rocks) |                | Südchinesisches Meer | 160 × 40                   | 0,4                |              | Meeresfelsen     |                                                       | 5° 4′ 42,9″ N, 115° 3′ 10,5″ O |      |
| Terumbu Semarang Barat Kecil         | Spratly-Inseln | Südchinesisches Meer | 2100 × 1200                | 190                |              | Korallenriff     |                                                       | 6° 20′ 0″ N, 113° 14′ 0″ O     |      |

1 Davon Brunei: 126 × 90 km

2 Davon Brunei: 5.765 km²

## Flüsse
| Insel           | Gewässer  | Max. Ausdehnung (in Meter) | Fläche (in Hektar) | Distrikt     | Art        | Anmerkung                                    | Koordinaten                      | Foto |
| --------------- | --------- | -------------------------- | ------------------ | ------------ | ---------- | -------------------------------------------- | -------------------------------- | ---- |
| Pulau Bakuku    | Tutong    | 450 × 450                  | 12                 | Tutong       | Flussinsel |                                              | 4° 47′ 13,8″ N, 114° 37′ 35,4″ O |      |
| Pulau Berambang | Brunei    | 9500 × 3000                | 1900               | Brunei-Muara | Flussinsel | größte Insel Bruneis                         | 4° 53′ 3,3″ N, 114° 59′ 28,5″ O  |      |
| Pulau Kibi      | Temburong | 5000 × 2200                | 760                | Temburong    | Flussinsel |                                              | 4° 45′ 27,3″ N, 115° 2′ 23,9″ O  |      |
| Pulau Luba      | Brunei    | 1500 × 200                 | 26                 | Brunei-Muara | Flussinsel | Mausoleumsinsel von Sultan Hussin Kamaluddin | 4° 50′ 49,2″ N, 114° 53′ 25,7″ O |      |
| Pulau Pituat    | Temburong | 3300 × 1200                | 390                | Temburong    | Flussinsel |                                              | 4° 46′ 26,9″ N, 115° 4′ 29,1″ O  |      |
| Pulau Ranggu    | Brunei    | 3000 × 1200                | 190                | Brunei-Muara | Flussinsel |                                              | 4° 51′ 38,7″ N, 114° 54′ 33,3″ O |      |
| Pulau Selawat   | Tutong    | 850 × 350                  | 21                 | Tutong       | Flussinsel |                                              | 4° 46′ 27,2″ N, 114° 36′ 25,6″ O |      |
| Pulau Sibungor  | Brunei    | 1300 × 400                 | 15                 | Brunei-Muara | Flussinsel |                                              | 4° 51′ 58″ N, 114° 57′ 15,1″ O   |      |

## Brunei Bay
| Insel                 | Gewässer                | Max. Ausdehnung (in Meter) | Fläche (in Hektar) | Distrikt     | Art           | Anmerkung | Koordinaten                     |
| --------------------- | ----------------------- | -------------------------- | ------------------ | ------------ | ------------- | --- | ------------------------------- |
| Pulau Baru-Baru       | Brunei Bay              | 1400 × 600                 | 83                 | Brunei-Muara | Mündungsinsel | durch Kanal und die Temburong-Brücke von Pulau Pepatan getrennt                                                   | 4° 54′ 10,2″ N, 115° 2′ 20,8″ O |
| Pulau Bedukang        | Brunei Bay (Serasa Bay) | 900 × 400                  | 30                 | Brunei-Muara | Mündungsinsel | | 4° 58′ 47,5″ N, 115° 3′ 43″ O   |
| Pulau Berbunot        | Brunei Bay              | 2500 × 800                 | 135                | Brunei-Muara | Mündungsinsel | | 4° 53′ 23,6″ N, 115° 2′ 31,7″ O |
| Pulau Chermin         | Brunei Bay              | 400 × 120                  | 4                  | Brunei-Muara | Mündungsinsel | Rückzugsgebiet im Bürgerkrieg von Brunei                                                                          | 4° 55′ 48,4″ N, 115° 1′ 29,8″ O |
| Pulau Kaingaran       | Brunei Bay              | 1000 × 200                 | 18                 | Brunei-Muara | Mündungsinsel | Naturschutzgebiet                                                                                                 | 4° 56′ 50,7″ N, 115° 1′ 39,7″ O |
| Pulau Muara Besar     | Brunei Bay              | 6700 × 1800                | 1100               | Brunei-Muara | Mündungsinsel | intensiv für die Erdölindustrie genutzt (Erdölraffinerie); durch eine Brücke seit 2018 mit dem Festland verbunden | 5° 0′ 6,9″ N, 115° 6′ 19,1″ O   |
| Pulau Pepatan         | Brunei Bay              | 1200 × 400                 | 42                 | Brunei-Muara | Mündungsinsel | durch Kanal und die Temburong-Brücke von Pulau Baru-Baru getrennt; Landgewinnung im Norden                        | 4° 54′ 57,7″ N, 115° 2′ 44,5″ O |
| Pulau Selirong        | Temburong               | 4900 × 3900                | 1500               | Temburong    | Mündungsinsel | | 4° 53′ 1,2″ N, 115° 7′ 47,6″ O  |
| Pulau Siarau          | Temburong               | 2100 × 1700                | 390                | Temburong    | Mündungsinsel | | 4° 48′ 20,4″ N, 115° 2′ 43,5″ O |
| Pulau Silamak         | Brunei Bay              | 80 × 70                    | 0,4                | Brunei-Muara | Mündungsinsel | | 4° 52′ 56″ N, 115° 2′ 45″ O     |
| Pulau Si Mangga Besar | Brunei Bay (Serasa Bay) | 430 × 250                  | 7,4                | Brunei-Muara | Mündungsinsel | | 4° 58′ 49,1″ N, 115° 2′ 40,9″ O |
| Pulau Silipan         | Brunei Bay              | 70 × 40                    | 0,3                | Brunei-Muara | Mündungsinsel | | 4° 53′ 5,9″ N, 115° 2′ 36,5″ O  |
| Pulau Tarap           | Temburong               | 2000 × 900                 | 130                | Temburong    | Mündungsinsel | | 4° 49′ 58″ N, 115° 4′ 26,4″ O   |

## Anmerkung
Die Flächen und Ausdehnungen wurden auf Grundlage von Google Earth (Pro) berechnet.